# Миравци
Мѝравци (на македонска литературна норма: Миравци) е село в Община Гевгели, Северна Македония. Селото е разположено в областта Боймия недалеч от десния бряг на река Вардар.

## География
Миравци е ЖП спирка на железопътната линия от Скопие за Солун в Гърция. Църквата в селото „Св. св. Константин и Елена“ е от 1860 година, възобновена е в 1893 година. Градител е Андон Китанов.

## История
В XIX век Миравци е българско село в Гевгелийска каза на Османската империя. В „Етнография на вилаетите Адрианопол, Монастир и Салоника“, издадена в Константинопол в 1878 година и отразяваща статистиката на населението от 1873 година, Миравци (Miravtzi) е посочено като село с 90 домакинства и 321 жители българи.
В селото в 1895 – 1896 година е основан комитет на ВМОРО. Между 1896 и 1900 година селото преминава под върховенството на Българската екзархия.
Според статистиката на Васил Кънчов („Македония. Етнография и статистика“) от 1900 г. Мировци (Мировче) има 660 жители българи християни. В началото на XX век жителите на селото са разделени в конфесионално отношение.
На 28 ноември 1899 година Андон Кьосето, Михаил Апостолов, Атанас Бабата и Душо Желев убиват гъркоманския свещеник в селото Стефан Петков Оризаров, като отявлен враг на българщината. След убийството са арестувани членовете на миравския комитет на ВМОРО поп Никола Хаджипоптрендафилов, учителя Андон Янев, Тодор Танчев Боцин и Андон Чунчев, но скоро са освободени. За отмъщение гръцкия комитет наема турци от село Дисан (Горни Дисан или Долни Дисан), които на 27 февруари 1900 убиват поп Никола в местността Белия мост между Петрово и Миравци.
По данни на секретаря на Българската екзархия Димитър Мишев („La Macédoine et sa Population Chrétienne“) през 1905 година в Миравци има 480 българи екзархисти и 280 българи патриаршисти гъркомани.
При избухването на Балканската война в 1912 година 16 души от Миравци се записват доброволци в Македоно-одринското опълчение.
След Междусъюзническата война в 1913 година селото попада в Сърбия.
По време на българското управление във Вардарска Македония в годините на Втората световна война, Александър М. Максимов от Кичево е български кмет на Миравци от 3 ноември 1941 година до 12 декември 1943 година. След това кмет е хаджи Никола Минков от Бутово (22 юли 1943 - 12 август 1944).

## Миравци днес
Според преброяването от 2002 година селото има 1647 жители, от които:
| Националност | Всичко |
| македонци    | 1640   |
| албанци      | 0      |
| турци        | 0      |
| роми         | 0      |
| власи        | 0      |
| сърби        | 6      |
| бошняци      | 0      |
| други        | 1      |

До 2004 година Миравци е център на самостоятелна община.

## Личности
Родени в Миравци
- Андон Чунчев, български революционер, деец на ВМОРО[5]
- Григор Христов Дерменджиев, български революционер, деец на ВМОРО, убит при Градобор[13]
- Никола Миравцалията (Николаос Мирофцалис), агент (трети клас) на гръцката въоръжена пропаганда в Македония[14]
- поп Никола Хаджипоптрендафилов, български революционер, деец на ВМОРО[5]
- Йосиф Христов Клашнейски, български революционер, деец на ВМОРО, убит[13]
- Илия Иванов Дзумрев, български революционер, деец на ВМОРО[5]
- Тодор Андонов (Антов), македоно-одрински опълченец, 23 (28)-годишен, земеделец, четата на Ичко Димитров, 3 рота на 14 воденска дружина, носител на бронзов медал[15]
- Тодор Иванов, български революционер, деец на ВМОРО[5]
- Тодор Танчев Боцин, български революционер, деец на ВМОРО[5]
- Кирил Рашков (цар Киро), цигански тартор.

Починали в Миравци
- Димитър Златков Нацов (Нацев), български военен деец, младши подофицер, загинал през Първата световна война[16]

## Други
На Мировци е наречена улица в Гевгелийския квартал в София (Карта).